# Граничное (Запорожская область)
Граничное (укр. Граничне) — село,
Новоиванковский сельский совет,
Новониколаевский район,
Запорожская область,
Украина.
Код КОАТУУ — 2323683504. Население по переписи 2001 года составляло 60 человек.

## Географическое положение
Село Граничное находится на левом берегу пересыхающей речушки с запрудами,
выше по течению на расстоянии в 1 км расположено село Алексеевка,
ниже по течению на расстоянии в 0,5 км расположено село Новогригоровка (Васильковский район),
на противоположном берегу — село Морозовское (Васильковский район).